# Naturaleza muerta (Pereda)
Naturaleza muerta es un cuadro del pintor Antonio de Pereda, realizado en 1652, que se encuentra en el Museo del Hermitage de San Petersburgo, Rusia.
Pintor de obras religiosas, bodegones y vanitas, Pereda expone en esta obra una muestra sublime de un bodegón, en el que incluye elementos decorativos y comestibles. Algunos objetos están realizados con tal perfección (como el recipiente que contiene un líquido indeterminado) que hacen de la pintura una joya detallista.